# Scolebythidae
Scolebythidae (лат.) — семейство ос подотряда стебельчатобрюхие отряда перепончатокрылые насекомые.

## Описание
Осы длиной 2—10 мм. Голова вертикальная, гипогнатическая. Усики 13-члениковые.

## Биология
Паразитоиды личинок жуков-усачей Cerambycidae (Coleoptera).

## Распространение
Австралия, Мадагаскар, Южная Африка, Неотропика: Бразилия. В 2003 году впервые обнаружены в Центральной Америке (Коста-Рика и Панама), а в 2005 году — в Белизе.

## Систематика
Scolebythidae — самое маленькое семейство Aculeata по числу сохранившихся видов, но с большим разнообразием вымерших родов. К семейству отнесено 20 меловых видов, происходящих из отложений Канады, Ливана, Мьянмы, Нью-Джерси и Испании. Однако некоторые из этих таксонов не имеют признаков, характерных для семейства. Хотя филогенетические исследования семейства проводились на основе сравнительно небольшого набора морфологических признаков, значительное разнообразие видов из бирманского янтаря еще не было учтено в филогенетическом аспекте. В 2023 году были получены новые филогенетические результаты, которые подтверждают перемещение нескольких таксонов, ранее относимых к Scolebythidae, в семейства Bethylidae и Chrysididae и выделение нового семейства Chrysidoidea †Chrysopsenellidae на основе вида †Chrysopsenella euryphaessa из бирманского янтаря. Филогенетический анализ показал, что семейство †Chrysopsenellidae тесно связано со Scolebythidae, а вся их клада служит сестринской группой с Chrysididae + †Chrysobythidae.
- Clystopsenella Kieffer, 1911[5]
  - Clystopsenella longiventris Kieffer, 1911
- Pristapenesia Brues, 1933
  - Pristapenesia stricta (Azevedo, 1999) (Dominibythus)[6]
  - P. asiatica — P. stricta — †P. inopinata — †P. primaeva[7]
- Scolebythus Evans, 1963[8]
  - Scolebythus madecassus Evans, 1963[9]
- Ycaploca Nagy, 1975[10]
  - Ycaploca evansi Nagy, 1975 (Австралия, Южная Африка)
  - Ycaploca fijianus Beaver, 2002 (Фиджи)[11]

### Ископаемые роды
- †Acanthabythus Lepeco & Melo, 2022[12]
- †Arcapenesia Lepeco & Melo, 2022
- †Burmapenesia Lepeco & Melo, 2022
- †Cephalobythus Lepeco & Melo, 2022
- †Eobythus
  - †Eobythus patriciae  Lacau et al., 2000[13]
- †Gnathapenesia  Lepeco & Melo, 2022
- †Libanobythus
  - †Libanobythus milkii  Prentice & Poinar, 1996[14]
- †Mirabythus Cai, Shih & Ren in Cai et al., 2012[15]
  - † M. lechrius — M. liae
- †Uliobythus
  - †Uliobythus terpsichore  Engel & Grimaldi, 2007[16]
- †Zapenesia
  - †Zapenesia libanica  Engel & Grimaldi, 2007[16]

### Изменения 2024 года и исключённые таксоны
В 2024 году проведена реклассификация некоторых таксонов. В итоге, роды † Boreobythus и † Cursoribythus были перемещены в Bethylidae, а роды † Ectenobythus, † Necrobythus и † Sphakelobythus — в Chrysididae. В подсемейство Pristapanesiinae Engel et al., 2013 включены роды: † Acanthabythus Lepeco and Melo, 2022; † Arcapenesia Lepeco and Melo, 2022a ; † Burmapenesia Lepeco and Melo, 2022 ; † Cephalobythus Lepeco and Melo, 2022a ; † Eobythus Lacau et al., 2000 ; † Gnathapenesia Lepeco and Melo, 2022a ; Pristapenesia Brues, 1933 ; † Uliobythus Engel and Grimaldi, 2007 ; † Zapenesia Engel and Grimaldi, 2007. В подсемейство † Cretopsenellinae Lepeco and Melo, 2024 включен род † Cretopsenella Lepeco and Melo, 2022. В подсемейство Ycaplocinae Lepeco and Melo, 2024 включен род Ycaploca Nagy, 1975. В подсемейство † Rhynchopsenellinae Lepeco and Melo, 2024 включены роды † Libanobythus Prentice et al., 1996 и † Rhynchopsenella Lepeco and Melo, 2022. В подсемейство Scolebythinae Evans, 1963 включены роды Clystopsenella Kieffer, 1911 и Scolebythus Evans, 1963. Также описано семейство Chrysopsenellidae Lepeco and Melo, 2024 для рода и вида † Chrysopsenella euryphaessa. В 2023 году † Cretabythus sibiricus вместе с родами † Holopsenelliscus Engel, 2019 и † Megalopsenella выделены в подсемейство † Cretabythinae Brazidec et al., 2023 (Bethylidae).
- †Boreobythus (в 2022 году перенесен в Bethylidae)
  - †Boreobythus turonius Engel & Grimaldi, 2007
- †Cretabythus (перенесен в Bethylidae)
  - †Cretabythus sibiricus
- †Cursoribythus Cockx & McKellar, 2016 (перенесен в Bethylidae)
- †Ectenobythus (перенесен в Chrysididae)
- †Necrobythus (перенесен в Chrysididae)
- †Sphakelobythus (перенесен в Chrysididae)
- †Siccibythus Cockx and McKellar, 2016[18] (перенесен в Falsiformicidae)[19]